# John Rugge
John Rugge foi um padre anglicano inglês no século XVI.
John Rugge foi nomeado arquidiácono de Wells no lugar de John Cotterell em 1572. Ele destacou-se pelos seus conhecimentos de direito civil, que estudou na Alemanha. Ele tornou-se vigário de Wynford em 1573, um cónego de Westminster em 1576 e morreu em 1581. Ele ocupou ambas as posições até à sua morte em 1581.
Langworth foi educado na Universidade de Oxford.